# Samuel Goldwyn
Samuel Goldwyn (rođen Szmuel Gelbfisz, jidiš: שמואל גלבפֿיש‎, Varšava, 17. kolovoza 1879. – Los Angeles, 31. siječnja 1974.), američki filmski producent, poljsko-židovskog podrijetla.
Godine 1914. osnovao je prvu kompaniju za produkciju filmova koja se razvila u golemo poduzeće Metro-Goldwyn-Mayer u Hollywoodu, a u kojem su se afirmirale sve glavne zvijezde nijemog i zvučnog filma. 
Bio je dvaput oženjen. Prvi put s Blanche Lasky (1910. – 1915.) od koje se rastavio i s kojom je imao jedno dijete. Drugi put se oženio s glumicom Frances Howard s kojom je bio u braku od 1925. do svoje smrti 1974. godine. S njome je imao jedno dijete.
Pokopan je u spomen parku Forest Lawn u Glendaleu u Kaliforniji.

## Vanjske poveznice
- American Masters: Sam Goldwyn
- Filmografija na IMDb